# Красевич Антон Павлович
Антон Павлович Красевич (23 листопада 1999, Носівка — 8 листопада 2022) — старший солдат ЗСУ. Мобілізований на російсько-українську війну, в ході бойових дій був важко поранений і помер у госпіталі. Нагороджений орденом «За мужність» ІІІ ступеня (посмертно).

## Життєпис
Разом з мамою та братом-близнюком Артемом Антон проживав у Носівці по вулиці Привітній. Після закінчення навчання у другій міській школі разом брати здобували освіту в Броварському професійно-технічному закладі, затим проходили строкову службу в Збройних силах України. 
Старший солдат Антон Красевич був мобілізований 31 березня 2022 року у зв’язку з військовою агресією росії проти України. Служив сапером 2 інженерно - саперного взводу 3 механізованого батальйону військової частини А 0501.
Під час виконання бойового завдання в ході ведення бойових дій був тяжко поранений та доставлений до військово-медичного клінічного центру Північного регіону м. Харків. Лікарям не вдалося його врятувати. 
Поховали 17 листопада 2022 на одному кладовищі по вулиці Кармелюка цукрозаводського мікрорайону міста Носівки.

## Родина
Мати: Ольга Миколаївна, батько Павло Павлович, брат-близнюк Артем.

## Відзнаки
Указом Президента України за особисту мужність і самовіддані дії, виявлені у захисті державного суверенітету та територіальної цілісності України, вірність військовій присязі нагороджено нашого земляка старшого солдата Красевича Антона Павловича орденом «За мужність» ІІІ ступеня (посмертно).
Церемонія вручення державних нагород рідним загиблих героїв Чернігівщини відбулась 6 червня 2023 у залі засідань обласної ради.

## Пам'ять
14 липня 2023 року Носівська міська рада рішенням № 7/37/VIII перейменувала в місті Носівка вулицю Миколи Вінграновського на вулицю Антона Красевича.